# EL VY
EL VY is een Amerikaanse indie alternatieve rockband. De band werd opgericht door Matt Berninger van The National en Brent Knopf van Menomena en Ramona Falls. Het idee om een samenwerkingsproject aan te gaan ontstond toen de muzikanten elkaar ontmoetten in een bar in 2003. In 2015 kwam het tot een debuutalbum. Na Pfarmers is EL VY de tweede band met leden van The National en Menomena.

## Discografie

### Album
- Return to the moon, 2015

### Singles
- Return to the moon (political song for Didi Bloome to sing, with crescendo), 2015
- Need a friend, 2015
- Are these my jets, 2016

## Hitnoteringen
| Album met eventuele hitnotering(en) in de Nederlandse Album Top 100 | Datum van verschijnen | Datum van binnenkomst | Hoogste positie | Aantal weken | Opmerkingen |
| ------------------------------------------------------------------- | --------------------- | --------------------- | --------------- | ------------ | ----------- |
| Return to the moon                                                  | 2015                  | 7 november 2015       | 34              | 1            |             |

| Album met hitnotering(en) in de Vlaamse Ultratop 200 albums | Datum van verschijnen | Datum van binnenkomst | Hoogste positie | Aantal weken | Opmerkingen |
| ----------------------------------------------------------- | --------------------- | --------------------- | --------------- | ------------ | ----------- |
| Return to the moon                                          | 2015                  | 7 november 2015       | 6               | 16           |             |

| Single met hitnotering(en) in de Vlaamse Ultratop 50 | Datum van verschijnen | Datum van binnenkomst | Hoogste positie | Aantal weken | Opmerkingen |
| ---------------------------------------------------- | --------------------- | --------------------- | --------------- | ------------ | ----------- |
| Return to the moon                                   | 2015                  | 15 augustus 2015      | tip3            | -            |             |
| Need a friend                                        | 2015                  | 19 december 2015      | tip69           | -            |             |